# نادي ساوثيند يونايتد
نادي ساوثيند يونايتد (بالإنجليزية: Southend United Football Club )‏ هو فريق كرة قدم من مدينة ساوثند أون سي في المملكة المتحدة، أُسس بتاريخ 19 مايو 1906، يلعب في الدوري الإنجليزي الدرجة الأولى، في Roots Hall ‏، يدرب النادي فيل براون (لاعب كرة قدم).

## وصلات خارجية
- صفحة بيانات نادي ساوثيند يونايتد على موقع كووورة، تاريخ الوصول: 22 سبتمبر 2018.
- الموقع الرسمي